# Seefelden (Buggingen)
Seefelden (alemannisch: Seefelde) ist ein Dorf mit 1328 Einwohnern im Landkreis Breisgau-Hochschwarzwald in Baden-Württemberg. Die bis 1974 selbständige Gemeinde mit dem östlich gelegenen Weiler Betberg (alemannisch: Bäbbogg) gehört heute als Teilort zur Gemeinde Buggingen.

## Geografie
Seefelden liegt im Markgräflerland, etwa 23 Kilometer südwestlich von Freiburg. Die Oberrheinebene trifft hier auf die Vorbergzone des Schwarzwaldes. Die nach Westen geneigten Hänge sind großflächig von Weinreben bestanden; die Ebene wird von Äckern und Wiesen geprägt. Bewässert wird die Ebene vom Ehebach, der nahe der Burg Neuenfels oberhalb von Britzingen entspringt. Die Gemarkung Seefelden umfasst etwa 1,53 km².

## Geschichte
Eine erste schriftliche Überlieferung des Ortes stammt aus dem Lorscher Codex: eine Hufe in der Villa Sevelden wurde im April 819 an das Kloster Lorsch geschenkt. Seefelden und der zugehörige Weiler Betberg gehörten zur Herrschaft Badenweiler. Mit seiner Gemarkungsgrenze reichte Seefelden im Norden an das Malteser-Fürstentum Heitersheim. Bis zum Aussterben der Zähringer im Jahr 1218 war Seefelden zähringisch und kann dann an die Grafen von Freiburg. Vor ihrem Aussterben vermachten diese 1444 die Herrschaft Badenweiler den Markgrafen von Hachberg-Sausenberg, die ihren Sitz auf Burg Rötteln hatten. Seefelden wurde 1503 nach dem Aussterben der Hachberg-Sausenberger badisch. Wie der ganze Breisgau hatte auch Seefelden im 17. und 18. Jahrhundert sehr unter Kriegen und Seuchen zu leiden. In den Friedenszeiten des 18. und 19. Jahrhunderts konnten sich Landwirtschaft und insbesondere der Weinbau gut entwickeln. Ab 1806 war Seefelden eine selbständige Gemeinde.

### Wappen

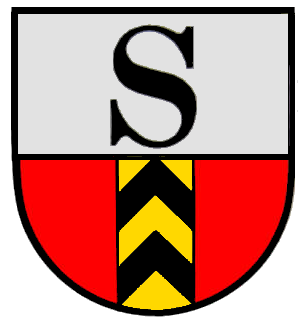
Seefelder Wappen

Blasonierung: „In geteiltem Schild oben in Silber der schwarze Großbuchstabe S, unten in Rot ein mit zwei schwarzen Sparren belegter goldener Pfahl.“

## Sehenswürdigkeiten
- Die evangelische Kirche Seefelden wurde 1753/54 erbaut und ersetzte verschwundene Kapellen. 1950 erfolgte eine Neugestaltung.
- Evangelische Kirche Betberg, älteste Kirche des Markgräflerlands

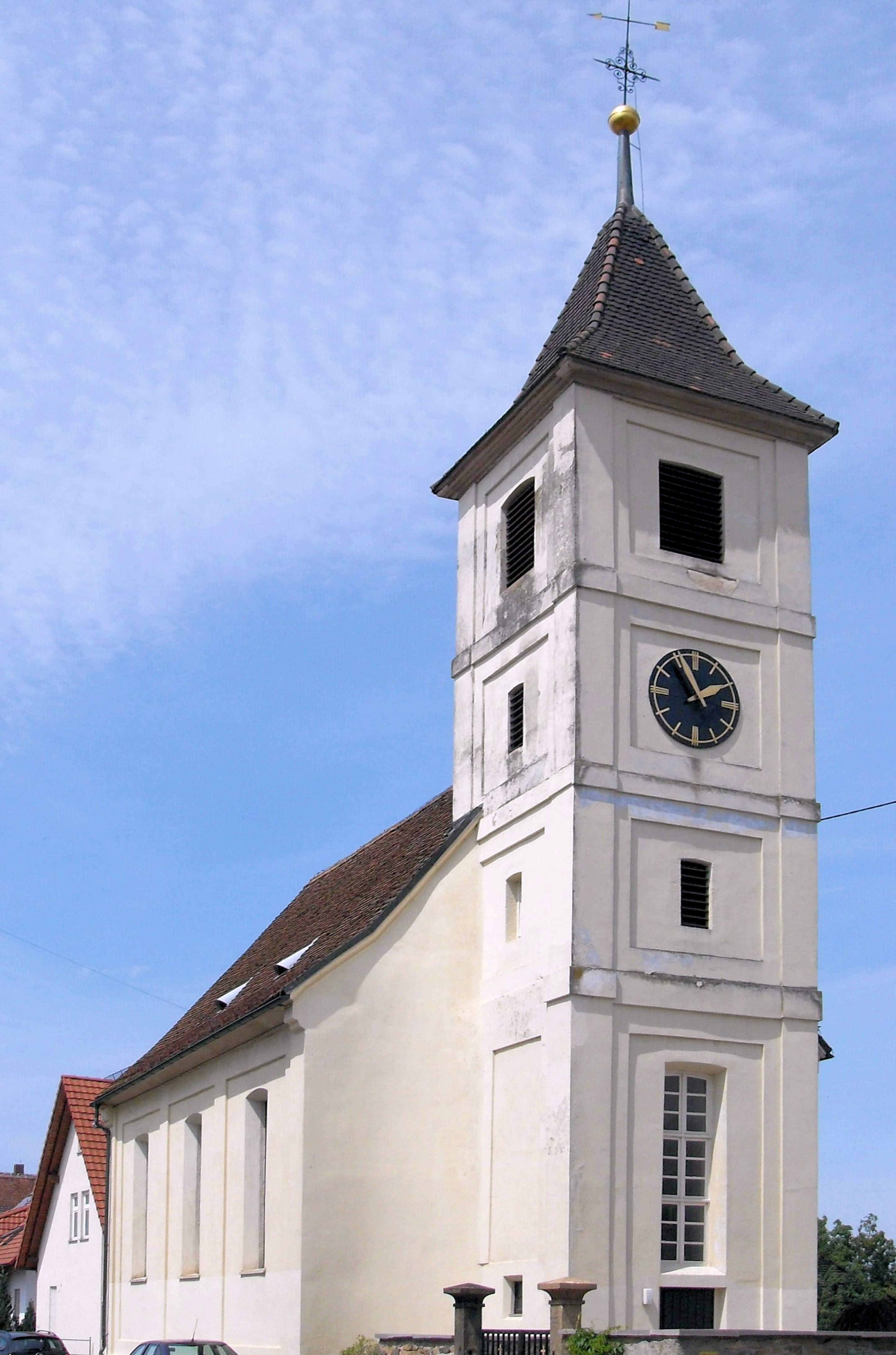
Evangelische Kirche Seefelden
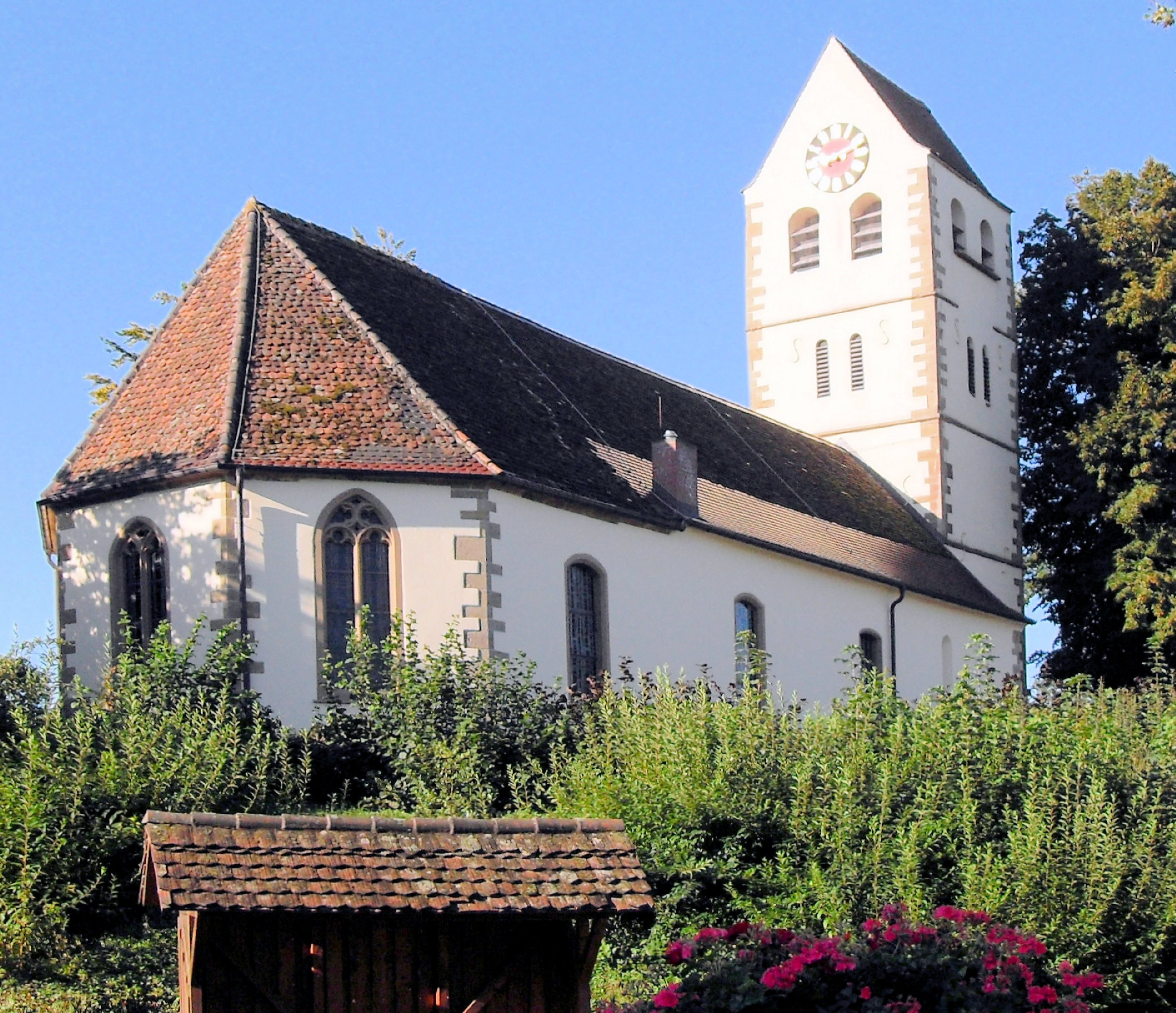
Evangelische Kirche Betberg
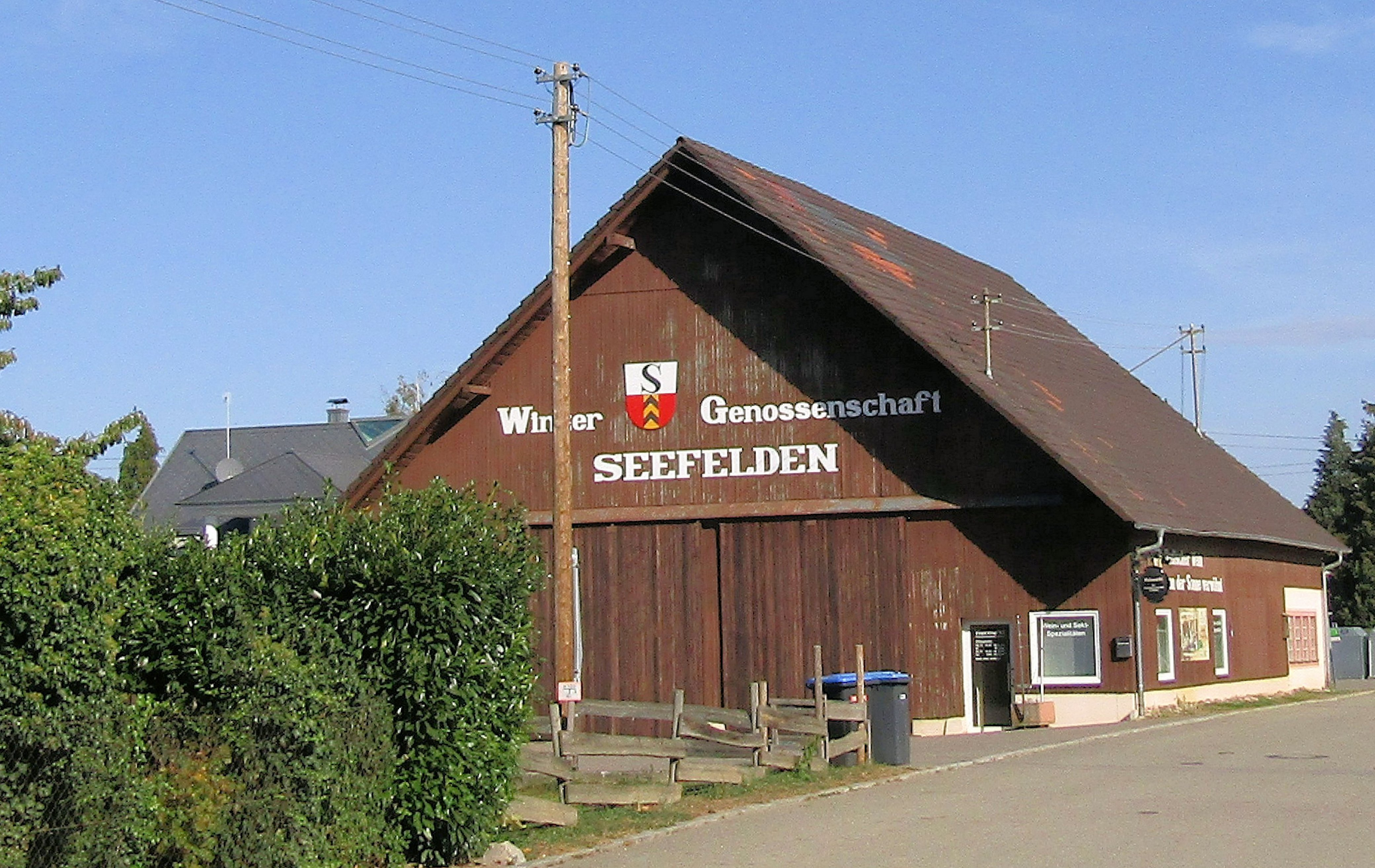
Winzergenossenschaft Seefelden

## Wirtschaft und Infrastruktur
Bis in die 1960er Jahre war Seefelden weitgehend ländlich geprägt. Heute gibt es noch mehrere Haupterwerbs-Landwirte und -Winzer sowie zahlreiche Nebenerwerbs-Winzer. Neben der Winzergenossenschaft Seefelden gibt es im Ort das Weingut Noll und „Arno's Strauße“, eine Straußwirtschaft mit Weingut. In Seefelden gibt es eine Tankstelle und eine Autowerkstatt, ein Landhotel („Schwanen“) und ein Café mit eigener Kaffeerösterei („Katz“)Viele Bewohner sind Berufspendler in die umliegenden Städte und Gemeinden.
Am Westrand des Dorfes verläuft die Bahnstrecke Mannheim–Basel. Die nächsten Bahnhöfe an dieser Strecke befinden sich südlich in Buggingen und nördlich in Heitersheim. Die Bundesstraße 3 von Freiburg im Breisgau nach Weil am Rhein teilt Seefelden in eine West- und eine Osthälfte. Der Öffentliche Nahverkehr wird durch Busse der SWEG gewährleistet.